# ボンドソフト
ボンドソフト（BOND SOFT）は、1980年代に、主にパソコン向けアドベンチャーゲームを制作していたソフトウェアメーカー。

## 概要
株式会社『パスカルII』を母体とするアドベンチャーゲーム制作会社。日本におけるアドベンチャーゲーム黎明期を支えたメーカーの一つ。
MZ-700シリーズ用で『不思議の森のアドベンチャー』をリリースした後、長編SFアドベンチャーゲームの『タイムシークレット』『タイムトンネル』が立て続けにヒット作となるが、その後が鳴かず飛ばずで、アダルトゲームを含む数作をリリースした後、活動を停止した。
21世紀になると、突如携帯ゲームのポータルサイトを立ち上げるが、これも2004年頃に閉鎖した。
『パスカルII』自体は、食料品小売業に業種を変えて2014年現在も存続している。
『パスカルII』の前身は、『マイクロコンピューターチェーン・パスカル』である。浜松市の他に新宿区にチェーン店を構えており、中古パソコンの下取り販売などを行っていた。1983年頃から持ち込みソフトを『ボンド・ソフトウェアーズ』のブランドで販売するようになり、当初は小ぶりのゲームを数本収録したゲームパックや、簡易ワープロなどの実用ソフトもラインアップしていた。

## 主な作品
アドベンチャーゲーム
- タイムシークレット・シリーズ
  - タイムシークレット（1984年1月）
  - タイムトンネル（1984年12月）
- ダイナマイトアドベンチャー（1983年）　-　アクションゲームのPart1とコマンド入力式のPart2の2本を収録
- 不思議の森のアドベンチャー（1983年7月）
- 魔界王（1986年5月）

魔王サタンを倒して女王と王国を救うストーリー。アドベンチャーゲームだが3Dダンジョンがあり経験値を上げないと強敵が倒せないロールプレイングゲーム要素もある。コマンドは英語入力。
- 脱獄（1987年2月）

死刑が確定した連続殺人鬼（プレイヤー）を刑が執行される10日以内に脱獄させるストーリー。時間の概念があり、3日経つと留置場から刑務所へ移送されるなどリアルタイムで状況が変化する。総画面数120。
アダルトアドベンチャーゲーム
- ロリータ姫シリーズ
  - ロリータ姫の伝説（1986年11月）
  - ロリータ姫の絵日記（1987年1月）
  - メロンソーダ（1987年）
- ルナシティ殺人事件（1986年12月）
- 夢少女さやか（1988年3月）
- 美少女はチェックがお好き（1988年7月）
- Be!ガール（1988年11月）

その他ゲーム
- ボートフラッグ（1983年）
- ドボン（1983年）
- 酔いどれトレック(スーパーカラーハチャメチャトレック)（1983年4月）　-　スタートレックのアレンジゲーム
- 怪盗X1 ダイヤを盗め（1983年）
- 沙悟浄（1983年）　-　ドンキーコングのキャラ差し替えゲーム

ゲームパック
- スターウォーズ／スキーゲーム／ブロックパス（1983年）
- 大相撲／グラフィック花札（1983年）
- ランニングマウス／神経衰弱／万国旗クイズ（1983年）
- スーパーダイスゲーム／OTAMAJA／万国旗クイズ（1983年）

実用ソフト
- SP5030ターミナルマルチ（1983年）　-　S-BASICにオートリピート、省略形、ファンクションキー機能などを追加
- 弘法大師mini（1983年）　-　X1用。漢字ROM不要のワープロソフト。漢字557文字収録
- 弘法大師V2.0（1983年）　-　弘法大師miniの漢字ROMサポート版
- 漢字ワープロ（1983年）　-　PC-6001用。漢字400文字収録
- スーパーベース（1984年）　-　PC-6001用のデータベースソフト。データはテープに保存可能
- 株式チャート（1986年）　-　PC-9801用。株価罫線表示ソフト

未発売ソフト
- タイムシークレット3　-　タイムシークレット三作目。ネコジャラ氏作
- レザムール　-　ディスク数枚組のアドベンチャーゲーム。LEMI作
- マックス (Maneuver Armor-Clad Soldier)　-　SFロールプレイングロボットウォーズ
- 美少女はトークがお好き　-　「美少女はチェックがお好き」の続編

## かつて在籍したスタッフ
- ラスカル

『ドボン』『大相撲／グラフィック花札』を制作。
- カバエル

『沙悟浄』を制作。
- ネコジャラ氏

『不思議の森のアドベンチャー』『タイムシークレット』『タイムトンネル』を制作。
- LEMI

『タイムシークレット』『タイムトンネル』の移植、キャラクターデザインを担当。
- MAYA

『ロリータ姫の伝説』『ロリータ姫の絵日記』『メロンソーダ』を制作。
- K.グェット

『魔界王』『脱獄』を制作。

## 参照
1. ↑  2017年現在は法人登記上でのみ存在。
2. ↑  『月刊I/O』掲載広告より。